# Hamburger Sport-Verein 1989-1990
Questa voce raccoglie le informazioni riguardanti l'Hamburger Sport-Verein nelle competizioni ufficiali della stagione 1989-1990.

## Stagione
Nella stagione 1989-1990 l'Amburgo, allenato da Willi Reimann e Gerd-Volker Schock, concluse il campionato di Bundesliga al 11º posto. In Coppa di Germania l'Amburgo fu eliminato al primo turno dal Duisburg. In Coppa UEFA l'Amburgo fu eliminato ai quarti di finale dalla Juventus.

## Rosa
| N. |                     | Ruolo | Calciatore           |
| -- | ------------------- | ----- | -------------------- |
| 1  | Germania (bandiera) | P     | Richard Golz         |
| 4  | Germania (bandiera) | D     | Carsten Kober        |
| 21 | Germania (bandiera) | C     | Harald Spörl         |
|    | Germania (bandiera) | P     | Jörg Hoßbach         |
|    | Germania (bandiera) | P     | Jupp Koitka          |
|    | Germania (bandiera) | D     | Holger Ballwanz      |
|    | Germania (bandiera) | D     | Dietmar Beiersdorfer |
|    | Germania (bandiera) | D     | Torsten Fröhling     |
|    | Germania (bandiera) | D     | Hans-Werner Moser    |
|    | Germania (bandiera) | C     | Jens Bochert         |
|    | Germania (bandiera) | C     | Jörg Bode            |
|    | Germania (bandiera) | C     | Detlev Dammeier      |

| N. |                      | Ruolo | Calciatore         |
| -- | -------------------- | ----- | ------------------ |
|    | Germania (bandiera)  | C     | Armin Eck          |
|    | Danimarca (bandiera) | C     | Faxe Jensen        |
|    | Germania (bandiera)  | C     | Ralph Jester       |
|    | Germania (bandiera)  | C     | Sascha Jusufi      |
|    | Germania (bandiera)  | C     | Thorsten Kohn      |
|    | Germania (bandiera)  | C     | Michael Schröder   |
|    | Germania (bandiera)  | C     | Thomas von Heesen  |
|    | Germania (bandiera)  | A     | Jens-Peter Fischer |
|    | Polonia (bandiera)   | A     | Jan Furtok         |
|    | Germania (bandiera)  | A     | Marcus Marin       |
|    | Germania (bandiera)  | A     | Andreas Merkle     |
|    | Brasile (bandiera)   | A     | Nando              |

## Organigramma societario
Area tecnica
- Allenatore: Gerd-Volker Schock
- Allenatore in seconda: Benno Möhlmann
- Preparatore dei portieri:
- Preparatori atletici:

## Calciomercato

### Sessione estiva
| Acquisti | Acquisti         | Acquisti          | Acquisti |
| R.       | Nome             | da                | Modalità |
| -------- | ---------------- | ----------------- | -------- |
| D        | Holger Ballwanz  | Amburgo II        |          |
| C        | Jörg Bode        | Arminia Bielefeld |          |
| C        | Detlev Dammeier  | Hannover 96       |          |
| C        | Armin Eck        | Bayern Monaco     |          |
| A        | Nando            | Flamengo          |          |
| C        | Michael Schröder | Stoccarda         |          |

| Cessioni | Cessioni      | Cessioni              | Cessioni |
| R.       | Nome          | a                     | Modalità |
| -------- | ------------- | --------------------- | -------- |
| A        | Fred Klaus    | Hertha Berlino        |          |
| C        | Uwe Bein      | Eintracht Francoforte |          |
| C        | Tobias Homp   | Homburg               |          |
| D        | Manfred Kaltz | Bordeaux              |          |

### Sessione invernale
| Acquisti | Acquisti         | Acquisti                 | Acquisti |
| R.       | Nome             | da                       | Modalità |
| -------- | ---------------- | ------------------------ | -------- |
| C        | Jens Bochert     | 1. FSV Schwerin          |          |
| D        | Torsten Fröhling | Eisenhüttenstädter Stahl |          |

| Cessioni | Cessioni        | Cessioni            | Cessioni |
| R.       | Nome            | a                   | Modalità |
| -------- | --------------- | ------------------- | -------- |
| A        | Oliver Bierhoff | Borussia M'gladbach |          |

## Risultati

### Bundesliga

#### Girone di andata
| Arbitro: | Fux |

|                 |           |            |
| Krümpelmann 52’ | Marcatori | 87’ Furtok |

| Arbitro: | Weber |

|            |           |              |
| Jusufi 62’ | Marcatori | 14’ Andersen |

| Arbitro: | Föckler |

|                                   |           |                |
| Wegmann 43’ Kempe 84’ Leifeld 88’ | Marcatori | 69’ von Heesen |

| Arbitro: | Pauly |

|                |           |  |
| von Heesen 74’ | Marcatori |  |

| Arbitro: | Neuner |

|                                           |           |                      |
| Laudrup 12’, 81’ Funkel 27’ Fach 43’, 87’ | Marcatori | 44’ Spörl 66’ Furtok |

| Arbitro: | Broska |

|                                      |           |  |
| Furtok 38’ von Heesen 49’ Jusufi 69’ | Marcatori |  |

| Arbitro: | Assenmacher |

|                                             |           |  |
| Thon 30’ Wohlfarth 31’, 90’ Kastenmaier 69’ | Marcatori |  |

| Arbitro: | Scheuerer |

|  |           |              |
|  | Marcatori | 38’ Schreier |

| Amburgo 16 settembre 1989, ore 15:30 CEST 9ª giornata | St. Pauli    | 0 – 0 referto | Amburgo | Volksparkstadion (39 100 spett.)\| Arbitro: \| Kriegelstein \| |
| Arbitro:                                              | Kriegelstein |               |         |                                                                |

| Arbitro: | Mierswa |

|                                              |           |  |
| Eck 37’ Ballwanz 40’ von Heesen 67’ Bode 85’ | Marcatori |  |

| Arbitro: | Dellwing |

|            |           |  |
| Helmer 44’ | Marcatori |  |

| Arbitro: | Löwer |

|                  |           |  |
| Beiersdorfer 90’ | Marcatori |  |

| Arbitro: | Amerell |

|            |           |                                     |
| Criens 35’ | Marcatori | 33’ Jusufi 58’ Beiersdorfer 84’ Eck |

| Arbitro: | Richmann |

|                    |           |  |
| Eck 64’ Furtok 83’ | Marcatori |  |

| Arbitro: | Steinborn |

|                            |           |  |
| Glesius 47’ Schütterle 84’ | Marcatori |  |

| Arbitro: | Wittke |

|  |           |                       |
|  | Marcatori | 21’ Greiner 50’ Görtz |

| Arbitro: | Krug |

|                                                             |           |              |
| Dais 15’ (rig.) Ballwanz 56’ (aut.) Meyer 68’ Schindler 82’ | Marcatori | 78’ Ballwanz |

#### Girone di ritorno
| Arbitro: | Boos |

|                  |           |  |
| Beiersdorfer 53’ | Marcatori |  |

| Arbitro: | Broska |

|                          |           |  |
| Bein 17’ Falkenmayer 78’ | Marcatori |  |

| Arbitro: | Merk |

|              |           |                                             |
| Dammeier 80’ | Marcatori | 8’, 30’ Rzehaczek 13’ Benatelli 16’ Leifeld |

| Arbitro: | Dardenne |

|                                                  |           |  |
| Gaudino 37’ Buchwald 45’ Sigurvinsson 70’ (rig.) | Marcatori |  |

| Arbitro: | Rubel |

|                                                                  |           |  |
| von Heesen 7’ Furtok 30’ (rig.), 44’ Ballwanz 36’ Nando 67’, 86’ | Marcatori |  |

| Arbitro: | Albrecht |

|          |           |                                            |
| Foda 50’ | Marcatori | 28’ von Heesen 77’ (rig.) Furtok 90’ Nando |

| Arbitro: | Assenmacher |

|  |           |                                    |
|  | Marcatori | 6’ Dorfner 68’ McInally 71’ Bender |

| Arbitro: | Wittke |

|          |           |  |
| Thom 65’ | Marcatori |  |

| Amburgo 24 marzo 1990, ore 15:30 CET 26ª giornata | Amburgo | 0 – 0 referto | St. Pauli | Volksparkstadion (40 300 spett.)\| Arbitro: \| Neuner \| |
| Arbitro:                                          | Neuner  |               |           |                                                          |

| Arbitro: | Dellwing |

|                          |           |            |
| Bockenfeld 34’ Eilts 43’ | Marcatori | 11’ Furtok |

| Arbitro: | Schmidhuber |

|               |           |             |
| von Heesen 3’ | Marcatori | 4’ Breitzke |

| Arbitro: | Pauly |

|                     |           |  |
| Oechler 5’ Sané 67’ | Marcatori |  |

| Arbitro: | Amerell |

|                                     |           |  |
| Nando 40’ von Heesen 58’ Furtok 66’ | Marcatori |  |

| Arbitro: | Scheuerer |

|  |           |         |
|  | Marcatori | 85’ Eck |

| Arbitro: | Föckler |

|            |           |  |
| Merkle 85’ | Marcatori |  |

| Arbitro: | Strigel |

|                         |           |  |
| Ordenewitz 42’ Götz 72’ | Marcatori |  |

| Arbitro: | Dardenne |

|            |           |  |
| Furtok 88’ | Marcatori |  |

### Coppa di Germania
| Arbitro: | Umbach |

|                                  |           |                                       |
| von Heesen 33’ Furtok 75’ (rig.) | Marcatori | 17’, 59’ Kober 64’ Thiele 65’ Schmidt |

### Coppa UEFA
| Arbitro: | Gunn |

|          |           |                      |
| Roth 71’ | Marcatori | 8’ Furtok 80’ Jensen |

| Arbitro: | Listkiewicz |

|                                                                |           |                |
| von Heesen 25’ Beiersdorfer 35’ Furtok 79’ Eck 88’ Fischer 89’ | Marcatori | 76’ Grandelius |

| Arbitro: | Kaupe |

|             |           |  |
| Sirakov 88’ | Marcatori |  |

| Arbitro: | Constantin |

|                 |           |  |
| Merkle 69’, 96’ | Marcatori |  |

| Arbitro: | Lanese |

|                |           |  |
| von Heesen 48’ | Marcatori |  |

| Arbitro: | Röthlisberger |

|                          |           |         |
| Nascimento 45’ Couto 63’ | Marcatori | 42’ Eck |

| Arbitro: | Karlsson |

|  |           |                             |
|  | Marcatori | 50’ Schillaci 57’ Casiraghi |

| Arbitro: | Vautrot |

|           |           |                       |
| Galia 34’ | Marcatori | 72’ Furtok 78’ Merkle |

## Statistiche

### Statistiche di squadra
| Competizione      | Punti | In casa | In casa | In casa | In casa | In casa | In casa | In trasferta | In trasferta | In trasferta | In trasferta | In trasferta | In trasferta | Totale | Totale | Totale | Totale | Totale | Totale | DR |
| Competizione      | Punti | G       | V       | N       | P       | Gf      | Gs      | G            | V            | N            | P            | Gf           | Gs           | G      | V      | N      | P      | Gf     | Gs     | DR |
| ----------------- | ----- | ------- | ------- | ------- | ------- | ------- | ------- | ------------ | ------------ | ------------ | ------------ | ------------ | ------------ | ------ | ------ | ------ | ------ | ------ | ------ | -- |
| Bundesliga        | 31    | 17      | 10      | 3       | 4       | 26      | 12      | 17           | 3            | 2            | 12           | 13           | 34           | 34     | 13     | 5      | 16     | 39     | 46     | -7 |
| Coppa di Germania | -     | 1       | 0       | 0       | 1       | 2       | 4       | 0            | 0            | 0            | 0            | 0            | 0            | 1      | 0      | 0      | 1      | 2      | 4      | -2 |
| Coppa UEFA        | -     | 4       | 3       | 0       | 1       | 8       | 3       | 4            | 2            | 0            | 2            | 5            | 5            | 8      | 5      | 0      | 3      | 13     | 8      | +5 |
| Totale            | 31    | 22      | 13      | 3       | 6       | 36      | 19      | 21           | 5            | 2            | 14           | 18           | 39           | 43     | 18     | 5      | 20     | 54     | 58     | -4 |

### Andamento in campionato
| Giornata  | 1 | 2  | 3  | 4  | 5  | 6  | 7  | 8  | 9  | 10 | 11 | 12 | 13 | 14 | 15 | 16 | 17 | 18 | 19 | 20 | 21 | 22 | 23 | 24 | 25 | 26 | 27 | 28 | 29 | 30 | 31 | 32 | 33 | 34 |
| --------- | - | -- | -- | -- | -- | -- | -- | -- | -- | -- | -- | -- | -- | -- | -- | -- | -- | -- | -- | -- | -- | -- | -- | -- | -- | -- | -- | -- | -- | -- | -- | -- | -- | -- |
| Luogo     | T | C  | T  | C  | T  | C  | T  | C  | T  | C  | T  | C  | T  | C  | T  | C  | T  | C  | T  | C  | T  | C  | T  | C  | T  | C  | T  | C  | T  | C  | T  | C  | T  | C  |
| Risultato | N | N  | P  | V  | P  | V  | P  | P  | N  | V  | P  | V  | V  | V  | P  | P  | P  | V  | P  | P  | P  | V  | V  | P  | P  | N  | P  | N  | P  | V  | V  | V  | P  | V  |
| Posizione | 8 | 10 | 15 | 12 | 14 | 12 | 13 | 15 | 16 | 12 | 13 | 10 | 8  | 7  | 9  | 9  | 10 | 10 | 11 | 14 | 14 | 14 | 11 | 13 | 14 | 15 | 17 | 15 | 17 | 14 | 13 | 11 | 14 | 11 |

Legenda:

Luogo: C = Casa; T = Trasferta. Risultato: V = Vittoria; N = Pareggio; P = Sconfitta.

### Statistiche dei giocatori
| Giocatore       | Bundesliga | Bundesliga | Bundesliga  | Bundesliga | Coppa di Germania | Coppa di Germania | Coppa di Germania | Coppa di Germania | Coppa UEFA | Coppa UEFA | Coppa UEFA  | Coppa UEFA | Totale   | Totale | Totale      | Totale     |
| Giocatore       | Presenze   | Reti       | Ammonizioni | Espulsioni | Presenze          | Reti              | Ammonizioni       | Espulsioni        | Presenze   | Reti       | Ammonizioni | Espulsioni | Presenze | Reti   | Ammonizioni | Espulsioni |
| --------------- | ---------- | ---------- | ----------- | ---------- | ----------------- | ----------------- | ----------------- | ----------------- | ---------- | ---------- | ----------- | ---------- | -------- | ------ | ----------- | ---------- |
| H. Ballwanz     | 21         | 3          | 4           | 0          | 0                 | 0                 | 0                 | 0                 | 5          | 0          | 0           | 0          | 26       | 3      | 4           | 0          |
| D. Beiersdorfer | 31         | 3          | 12          | 0          | 1                 | 0                 | 0                 | 0                 | 8          | 1          | 0           | 0          | 40       | 4      | 12          | 0          |
| O. Bierhoff     | 10         | 0          | 1           | 0          | 1                 | 0                 | 0                 | 0                 | 0          | 0          | 0           | 0          | 11       | 0      | 1           | 0          |
| J. Bochert      | 2          | 0          | 0           | 0          | 0                 | 0                 | 0                 | 0                 | 0          | 0          | 0           | 0          | 2        | 0      | 0           | 0          |
| J. Bode         | 18         | 1          | 1           | 0          | 0                 | 0                 | 0                 | 0                 | 3          | 0          | 0           | 0          | 21       | 1      | 1           | 0          |
| D. Dammeier     | 21         | 1          | 4           | 0          | 1                 | 0                 | 0                 | 0                 | 4          | 0          | 0           | 0          | 26       | 1      | 4           | 0          |
| A. Eck          | 34         | 4          | 0           | 0          | 1                 | 0                 | 0                 | 0                 | 7          | 2          | 0           | 0          | 42       | 6      | 0           | 0          |
| J. Fischer      | 9          | 0          | 2           | 0          | 0                 | 0                 | 0                 | 0                 | 4          | 1          | 0           | 0          | 13       | 1      | 2           | 0          |
| T. Fröhling     | 0          | 0          | 0           | 0          | 0                 | 0                 | 0                 | 0                 | 0          | 0          | 0           | 0          | 0        | 0      | 0           | 0          |
| J. Furtok       | 33         | 10         | 2           | 0          | 1                 | 1                 | 0                 | 0                 | 8          | 3          | 0           | 0          | 42       | 14     | 2           | 0          |
| R. Golz         | 34         | 0          | 1           | 0          | 1                 | 0                 | 0                 | 0                 | 8          | 0          | 0           | 0          | 43       | 0      | 1           | 0          |
| J. Hoßbach      | 0          | 0          | 0           | 0          | 0                 | 0                 | 0                 | 0                 | 0          | 0          | 0           | 0          | 0        | 0      | 0           | 0          |
| D. Jakobs       | 9          | 0          | 4           | 0          | 0                 | 0                 | 0                 | 0                 | 1          | 0          | 0           | 0          | 10       | 0      | 4           | 0          |
| F. Jensen       | 15         | 0          | 2           | 0          | 0                 | 0                 | 0                 | 0                 | 6          | 1          | 0           | 0          | 21       | 1      | 2           | 0          |
| R. Jester       | 1          | 0          | 0           | 0          | 0                 | 0                 | 0                 | 0                 | 0          | 0          | 0           | 0          | 1        | 0      | 0           | 0          |
| S. Jusufi       | 27         | 3          | 2           | 0          | 1                 | 0                 | 0                 | 0                 | 7          | 0          | 0           | 0          | 35       | 3      | 2           | 0          |
| F. Klaus        | 0          | 0          | 0           | 0          | 1                 | 0                 | 1                 | 0                 | 0          | 0          | 0           | 0          | 1        | 0      | 1           | 0          |
| C. Kober        | 24         | 0          | 7           | 0          | 1                 | 0                 | 0                 | 0                 | 7          | 0          | 0           | 0          | 32       | 0      | 7           | 0          |
| T. Kohn         | 1          | 0          | 0           | 0          | 0                 | 0                 | 0                 | 0                 | 0          | 0          | 0           | 0          | 1        | 0      | 0           | 0          |
| J. Koitka       | 0          | 0          | 0           | 0          | 0                 | 0                 | 0                 | 0                 | 0          | 0          | 0           | 0          | 0        | 0      | 0           | 0          |
| M. Marin        | 10         | 0          | 0           | 0          | 1                 | 0                 | 0                 | 0                 | 2          | 0          | 0           | 0          | 13       | 0      | 0           | 0          |
| A. Merkle       | 20         | 1          | 0           | 0          | 1                 | 0                 | 0                 | 0                 | 5          | 3          | 0           | 0          | 26       | 4      | 0           | 0          |
| H. Moser        | 17         | 0          | 6           | 0          | 0                 | 0                 | 0                 | 0                 | 4          | 0          | 0           | 0          | 21       | 0      | 6           | 0          |
| N. Nando        | 11         | 4          | 0           | 0          | 0                 | 0                 | 0                 | 0                 | 0          | 0          | 0           | 0          | 11       | 4      | 0           | 0          |
| M. Schröder     | 26         | 0          | 3           | 0          | 1                 | 0                 | 0                 | 0                 | 7          | 0          | 0           | 0          | 34       | 0      | 3           | 0          |
| H. Spörl        | 27         | 1          | 4           | 1          | 0                 | 0                 | 0                 | 0                 | 7          | 0          | 0           | 0          | 34       | 1      | 4           | 1          |
| T. von Heesen   | 32         | 8          | 0           | 0          | 1                 | 1                 | 1                 | 0                 | 7          | 2          | 0           | 0          | 40       | 11     | 1           | 0          |